# Hôtel Memling
L'Hôtel Memling est un hôtel cinq étoiles de Kinshasa, en République démocratique du Congo, construit à l'époque du Congo belge.

## Histoire
L'hôtel Memling a été construit de 1937 et 1964, à Léopoldville (devenu Kinshasa) au Congo belge par la Sabena, l'ancienne compagnie aérienne belge, afin d'offrir l'opportunité à ses clients de profiter des accommodations d'un hôtel. Il est situé à proximité du fleuve dans la commune qui est aujourd’hui Gombe, en plein centre de la ville, entre le boulevard du 30 juin et le Grand marché de Kinshasa.
L'hôtel, modernisé à plusieurs reprises depuis 1964, en 1989 par le cabinet d'architecture Henri Montois et également après les pillages de septembre 1991 et de janvier 1993, compte aujourd’hui de nombreuses chambres, des salles de réunion, dont la salle Virunga, de conférence ou de banquet. Avec le Grand hôtel de Kinshasa et l'hôtel Venus, c’est un des hôtels les plus célèbres et prestigieux de Kinshasa,.
Lors de la faillite de la Sabena, en 2001, l'avenir de l'hôtel est incertain, à partir de 2001 il est géré, dans le cadre de la faillite, par la Compagnie des Grands Hôtels Africains,.
Le nom de l’hôtel fait référence au célèbre peintre belge Hans Memling.

## L'hôtel aujourd'hui
L'hôtel Memling est un lieu de séminaires, réceptions, manifestations, vernissages,, conférences de presse et spectacles important de Kinshasa. Des accords internationaux y ont également été signés,.
Quelques exemplaires de la presse internationale peuvent y être trouvé.
En 1994, la soirée en souvenir de la chanteuse congolaise Abeti Masikini y est organisée.
En 2009, le trophée de la Coupe du monde de la Fifa, en route pour l’Afrique du Sud, y est exposé pendant 48 heures.
Les 29 et 30 juin 2010, la journaliste Nathalie Maleux présente en direct sur la RTBF, depuis le toit de l'hôtel Memling, deux éditions spéciales du JT de 19h30 ainsi que deux pages spéciales des JT de 13h des mêmes jours à l'occasion du 50e anniversaire de l'indépendance du Congo.